# Latte aromatizzato
Il latte aromatizzato  è una bevanda industriale aromatizzata e talvolta trattata con coloranti alimentari. Può presentarsi come un prodotto pastorizzato, refrigerato o ultrapastrorizzato che non richiede refrigerazione. Questa bevanda può essere anche preparata mescolando dei particolari aromi al latte.
Il paese che consuma la più alta quantità di latte aromatizzato è l'Australia, che si attestò a un consumo medio pro capite di 9,5 litri nel 2004. Stando a quanto emerge da un articolo del Sunday Times, l'Australia Occidentale era la "capitale australiana del latte aromatizzato", in quanto vantava un'industria da 220 milioni di dollari australiani, un consumo medio di 19 litri in un anno a persona e in quanto, in tale regione, vi erano più di 40 varietà di caffè freddo disponibili.